# 柚之原りえ
柚之原 りえ（ゆのはら りえ）は、日本の女性アイドル、歌手、シンガー。

## 概要
2013年に宮崎から上京、活動の拠点を東京に移す。2014年春、自身の音楽活動を開始。都内を中心にライブ活動を行う。同年の９月には、シンガポール　STGCC 2014に参加するなど海外でも活動している。

2015年4月 「Phantom Voice feat.VK」に参加。
又、仮想ライブ空間「SHOWROOM」(ショールーム)
にて行われたイベント第1回どるわんグランプリでは２位
SHOWROOMリアルLIVE supported by SonyMusic出演者募集オーディションでは３位に輝き、SHIBUYA TAKE OFF 7にて開催されたSHOWROOMリアルLIVEに出演を果たした。
その他にも
2015年7月にはフランス　Japan Expo Paris 出演 /  "Welcome to Japan"日本代表チーム参加。2015年7月 2nd single 「#FR」リリース
2015年9月には自身２年連続２度目となるシンガポール　STGCC 2015 出演

## 略歴
- 2013年上京、活動の拠点を東京に移す。宮崎ではご当地アイドルmkmの第1期生として活動
- 2014年春、自身の音楽活動を開始。
- 2014年9月 シンガポール　STGCC 2014 参加
- 2014年12/02 1st single「揺れる夢みる恋のROUND / 星屑ドライヴ」リリース
- 2015年初のワンマンを渋谷amraxで開催。
- 2015年4月 「Phantom Voice feat.VK」に参加。ユニット時の名称はRie
- 2015年7月 フランス　Japan EXPO Paris 出演[1]（"Welcome to Japan"日本代表チーム参加）
- 2015年7月 2nd single 「#FR」リリース>[2]
- 2015年9月 シンガポール　STGCC 2015 出演
- 2017年5月 「Phantom Voice」解散
- 2018年12月 「CLIPCLIP」に参加

## メディア
- 日本テレビ　視覚探偵日暮旅人(Phantom Voice)
- 東京MX　MusicB.B.

他